# Mariano Indelicato
Mariano Indelicato (Palermo, 27 settembre 1829 – Roma, 12 luglio 1897) è stato un politico italiano.
Fu senatore del Regno d'Italia nella XVII legislatura.